# Le Bouffon don Juan d'Autriche
Le bouffon du nom de Don Juan d'Autriche est une huile sur toile de Diego Velázquez (Séville, 1599 - Madrid, 1660) peinte pour le palais du Buen Retiro à Madrid et conservée au Musée du Prado  depuis 1827. Elle appartient au groupe des portraits de bouffons et «hommes de plaisir» de la cour. peints par Velázquez pour décorer les chambres secondaires et couloirs des palais royaux. Compte tenu de leur caractère informel, le peintre a pu tester de nouvelles techniques expressives avec une plus grande liberté que dans les portraits officiels de la famille royale.

## Histoire
L'histoire de cette peinture suit celle de Pablo de Valladolid, bien que certaines critiques, jugeant sa technique très avancée, retardent sa réalisation à 1647 et même 1650. Dans l'inventaire du Palais du Buen Retiro de 1701 elle est mentionnée comme un portrait d'un bouffon « du nom de Don Juan de Autriche Avec plusieurs Harnais », ainsi que cinq autres portraits de bouffon, dont Pablo de Valladolid et de Barberousse. La nature burlesque du personnage dépeint fut perdue lors de son passage au Palais royal de Madrid, où en 1772  il fut décrit comme un « portrait d'un artiller », puis promu en 1789 lors de l'inventaire comme « général espagnol avec diverses armures sur le sol », pour être plus tard confondu avec un portrait du marquis de Pescara en 1816 lorsqu'il intégra l'Académie royale des beaux-arts de San Fernando, puis le musée du Prado en 1627. Il ne fut possible de retrouver son identification correcte qu'en 1872, lorsque Pedro de Madrazo publia son vaste catalogue d'œuvres conservées au Musée du Prado, où il décrivit la toile comme suit:

« Portrait d'un bouffon ou un homme de plaisir du roi Philippe IV, qui était nommé D. Juan d'Autriche: debout, avec dans sa main droite, une longue perche avec une frange pourpre à son extrémité supérieure tenant lieu de feu de Bengale, et sur la poitrine une clef de fer. Il porte un pourpoint de velours noir et doublé de rose. Au fond, on découvre la côte maritime avec un bateau incendié. La figure est de taille naturelle. De la dernière période de l'auteur. »

Un document de 1632, publié par José Moreno Villa raconte la livraison à Don Juan d'Autriche d'un costume de velours et de soie de tons noir et rose, comme celui dépeint dans le portrait de Velázquez. Il nous donne selon López-Rey une date approximative de réalisation du tableau. López-Rey a également noté des similitudes dans le sol - dont la définition se perd avec le recul – et dans les pièces d'armure formant une diagonale emphatique, comme dans le manteau de Joseph et de La Forge de Vulcain, toutes deux de 1630.  Mateo Alemán dans Alfarache Guzman fait allusion à la coutume des cadeaux des vêtements aux bouffons de la cour. Bien qu'il admette qu'il soit amusant d'imiter les puissants, il est nécessaire que ceux-ci soient divertis, et souvent les bouffons sont les seuls à leur dire la vérité. Il en d'autres, dit-il, « qui ne servent qu'à danser, sonner, chanter, murmurer, blasphémer, éventrer, mentir, voler, être gloutons, gros buveurs, et de mauvaise vie', mais ce sont eux qu'aiment les princes et ils leur donnent des bijoux de prix, de beaux vêtements et des poignets de doublons, ce qu'il ne font pas pour un sage vertueux et honoré qui traite du gouvernement, des États et des peuples. »
Il existe des documents sur un « homme de plaisir », du nom de Don Juan d'Autriche, qui servit à la cour de Philippe IV, sans résider dans le palais ou une dépendance, entre 1624 et 1654. Bien que son vrai nom soit inconnu, on ne peut pas exclure qu'il se soit vraiment appelé Jean d'Autriche, selon la coutume des serviteurs de prendre les noms de leurs maîtres et le laxisme de l'époque dans ce domaine. En tout état de cause, le nom adopté est celui du fils naturel de l'empereur Charles V, Don Juan d'Autriche, connu pour sa victoire sur les Turcs à la bataille de Lépante. Ceci permit à Velazquez de faire allusion à une bataille navale, à laquelle peut-être le personnage principal croyait avoir participé, comme des bouffons qui, en 1638, se présentaient comme rois de Castille lors des fêtes organisées en l'honneur du duc de Modène.

## Description
Le personnage, entier, apparaît debout sur un sol carrelé. Par terre, des objets sont soigneusement désordonnée : un mousqueton, deux obus d'artillerie et des pièces d'armure. La technique, d'exécution fluide, a conduit certaines critiques à différer la réalisation de la toile à la dernière période du peintre. Jonathan Brown pense qu'elle a été peinte en 1634. Il met en évidence la nouveauté du traitement de face, « en utilisant une technique qui consiste à appliquer la peinture sur une surface avant qu'une autre couche précédemment appliquée ne soit sèche, ce qui donne au visage un aspect légèrement flou, du moins quand on le voit de près », ce que n'aurait jamais Vélasquez fait dans des portraits officiels qui exigeaient une plus grande précision dans la physionomie.  En fait, il est possible que cet effet soit le résultat de la légèreté des coups de pinceau. Dans cette peinture comme dans d'autres, ceux-ci sont presque transparents. Sur ces couches presque transparentes sont appliquées celles servant au modelé, avec d'autres couches encore plus diluées et de la même couleur. Ainsi, on note le pourpre subtil du vêtement. Il est peint avec de la laque rouge presque liquide, puis repassé avec la même couleur et quelques touches de blanc grisâtre aux zones d'ombres et avec de très fines touches blanches sur les zones de lumière, créant l'effet d'un voile. Cette manière subtile dans l'application de la couleur, presque sans peinture, et son intonation d'« aquarelle » pour la culotte, suggère Julian Gallego une texture velours râpé.
Dans le fond de la scène, par des coups de pinceau longs et désordonnés et d'épaisses taches noires chargées de peinture, Velazquez a suggéré la bataille navale de Lépante, la victoire la plus célèbre du jeune Don Juan d'Autriche, dont ce vieux soldat semble être l'exact opposé. Il tourne le dos à la grandeur passée, symbole de décadence. Selon José Camón Aznar c'est « le portrait le plus tragique de l'ensemble de la peinture de Vélasquez ».
Des documents radiographiques montrent une technique commune à celle utilisée dans les deux autres portraits de bouffons peints pour le  Palais du Buen Retiro (Pablo de Valladolid et de Le Bouffon Barberousse). Tous les deux ont été peints avec une technique similaire à celle utilisée dans le Christ crucifié, ce qui dissipe les doutes sur leurs datations.